# Małe Starosilla
Małe Starosilla (ukr. Мале Старосілля) – wieś na Ukrainie, w obwodzie czerkaskim, w rejonie czerkaskim, w hromadzie Bałakłeja. W 2001 liczyła 915 mieszkańców, spośród których 891 wskazało jako ojczysty język ukraiński, a 24 rosyjski.